# Campeonato Paulista de Futebol de 2024 - Série A3
O Campeonato Paulista de Futebol da Série A3 de 2024, ou Paulistão A3 Sicredi 2024 por motivos de patrocínio, é a 71.ª edição do campeonato equivalente ao terceiro nível do futebol paulista.

## Equipes participantes
| Aumento | Equipes promovidas da Segunda Divisão de 2023 |
| Baixa   | Equipes rebaixadas da Série A2 de 2023        |

| Equipe                 | Cidade                | Em 2023  | Estádio                  | Capacidade | Títulos               |
| ---------------------- | --------------------- | -------- | ------------------------ | ---------- | --------------------- |
| Bandeirante            | Birigui               | 9º       | Pedro Marin Berbel       | 8 240      | 0 (não possui)        |
| Catanduva              | Catanduva             | 2º (SD)  | Silvio Salles            | 16 444     | 0 (não possui)        |
| Desportivo Brasil      | Porto Feliz           | 6º       | Ernesto Rocco            | 5 000      | 0 (não possui)        |
| EC São Bernardo        | São Bernardo do Campo | 4º       | Primeiro de Maio         | 13 400     | 0 (não possui)        |
| Grêmio Prudente        | Presidente Prudente   | 3º       | Pudentão                 | 45 954     | 0 (não possui)        |
| Itapirense             | Itapira               | 12º      | Coronel Francisco Vieira | 7 000      | 0 (não possui)        |
| Lemense                | Leme                  | 16º (A2) | Bruno Lazzarini          | 6 701      | 1 (2018)              |
| Marília                | Marília               | 5º       | Bento de Abreu           | 15 010     | 0 (não possui)        |
| Matonense              | Matão                 | 8º       | Dr. Hudson Buck Ferreira | 12 010     | 1 (1996)              |
| Red Bull Bragantino II | Bragança Paulista     | 10º      | Nabi Abi Chedid          | 13 212     | 1 (2010)              |
| Rio Preto              | São José do Rio Preto | 11º      | Anísio Haddad            | 14 126     | 2 (1963 e 1999)       |
| São Caetano            | São Caetano do Sul    | 15º (A2) | Anacletto Campanella     | 14 400     | 2 (1991 e 1998)       |
| Sertãozinho            | Sertãozinho           | 14º      | Fredericão               | 7 860      | 3 (1971, 2004 e 2016) |
| Suzano                 | Suzano                | 7º       | Suzanão                  | 3 445      | 0 (não possui)        |
| União São João         | Araras                | 1º (SD)  | Hermínio Ometto          | 22 100     | 0 (não possui)        |
| Votuporanguense        | Votuporanga           | 13º      | Plínio Marin             | 8 145      | 0 (não possui)        |

## Resultados

### Primeira fase
| Pos | Equipe                 | Pts | J  | V | E | D  | GP | GC | SG  | Classificação ou descenso                              |
| --- | ---------------------- | --- | -- | - | - | -- | -- | -- | --- | ------------------------------------------------------ |
| 1   | Votuporanguense        | 32  | 15 | 9 | 5 | 1  | 22 | 9  | +13 | Próxima fase                                           |
| 2   | EC São Bernardo        | 30  | 15 | 8 | 6 | 1  | 24 | 12 | +12 | Próxima fase                                           |
| 3   | Catanduva              | 29  | 15 | 9 | 2 | 4  | 19 | 10 | +9  | Próxima fase                                           |
| 4   | Grêmio Prudente        | 28  | 15 | 9 | 1 | 5  | 30 | 19 | +11 | Próxima fase                                           |
| 5   | Red Bull Bragantino II | 27  | 15 | 8 | 3 | 4  | 28 | 19 | +9  | Próxima fase                                           |
| 6   | Desportivo Brasil      | 26  | 15 | 8 | 2 | 5  | 14 | 13 | +1  | Próxima fase                                           |
| 7   | Sertãozinho            | 21  | 15 | 6 | 3 | 6  | 18 | 21 | −3  | Próxima fase                                           |
| 8   | Marília                | 21  | 15 | 4 | 9 | 2  | 20 | 11 | +9  | Próxima fase                                           |
| 9   | União São João         | 19  | 15 | 5 | 4 | 6  | 23 | 22 | +1  |                                                        |
| 10  | Suzano                 | 19  | 15 | 5 | 4 | 6  | 18 | 19 | −1  |                                                        |
| 11  | Lemense                | 18  | 15 | 4 | 6 | 5  | 22 | 24 | −2  |                                                        |
| 12  | Rio Preto              | 15  | 15 | 4 | 3 | 8  | 13 | 18 | −5  |                                                        |
| 13  | Bandeirante            | 15  | 15 | 3 | 6 | 6  | 11 | 16 | −5  |                                                        |
| 14  | Itapirense             | 15  | 15 | 2 | 9 | 4  | 19 | 22 | −3  |                                                        |
| 15  | São Caetano            | 10  | 15 | 2 | 4 | 9  | 13 | 21 | −8  | Rebaixados à Campeonato Paulista de Futebol - Série A4 |
| 16  | Matonense              | 1   | 15 | 0 | 1 | 14 | 5  | 43 | −38 | Rebaixados à Campeonato Paulista de Futebol - Série A4 |

### Confrontos
| Mandante \ Visitante   | BAN | CAT | DBR | ESB | GPR  | ITA | LEM  | MAR | MAT  | RBB | RPR  | SCA | SER | SUZ | USJ | VOT |
| ---------------------- | --- | --- | --- | --- | ---- | --- | ---- | --- | ---- | --- | ---- | --- | --- | --- | --- | --- |
| Bandeirante            | —   | 0–1 |     | 1–1 | 3–2  |     |      |     |      | 1–0 | 1–3  | 1–1 |     |     |     | 0–2 |
| Catanduva              |     | —   | 1–0 |     |      | 3–0 |      | 1–1 |      |     | 0–1  | 2–1 | 2–0 |     | 1–0 |     |
| Desportivo Brasil      | 1–0 |     | —   | 0–3 |      | 1–1 |      |     | 2–0  | 2–1 |      | 1–0 |     |     | 0–0 | 0–1 |
| EC São Bernardo        |     | 2–0 |     | —   | 3–1  |     |      | 2–2 |      | 0–1 | 2–1  | 1–0 | 1–1 | 2–0 |     |     |
| Grêmio Prudente        |     | 0–2 | 0–1 |     | —    | 3–1 |      | 2–2 |      |     |      | 3–0 | 2–0 | 2–1 | 2–1 |     |
| Itapirense             | 1–1 |     |     | 1–1 |      | —   |      | 1–1 | 4–0  |     | 1–1  | 1–1 |     |     | 2–4 |     |
| Lemense                | 1–0 | 2–2 | 1–3 | 0–0 | 1–4  | 2–3 | —    |     |      | 2–2 |      |     | 0–0 |     |     |     |
| Marília                | 1–1 |     | 3–0 |     |      |     | 1–1  | —   |      | 0–1 |      |     | 1–0 | 2–0 | 0–0 | 0–0 |
| Matonense              | 0–0 | 0–1 |     | 1–2 | 0–3* |     | 0–3* | 0–6 | —    |     | 0–3* |     |     |     |     | 0–2 |
| Red Bull Bragantino II |     | 1–3 |     |     | 3–2  | 1–1 |      |     | 3–1  | —   | 3–0  | 1–0 | 4–0 |     |     |     |
| Rio Preto              |     |     | 0–1 |     | 1–2  |     | 2–0  | 0–0 |      |     | —    |     |     | 1–2 | 0–1 | 0–2 |
| São Caetano            |     |     |     |     |      |     | 1–2  | 2–0 | 4–1  |     | 0–0  | —   | 0–2 | 1–2 | 1–3 | 1–1 |
| Sertãozinho            | 1–0 |     | 2–1 |     |      | 1–1 |      |     | 2–0  |     | 3–0  |     | —   | 2–5 | 4–1 |     |
| Suzano                 | 0–0 | 1–0 | 0–1 |     |      | 0–0 | 1–4  |     | 5–2  | 1–1 |      |     |     | —   |     | 0–0 |
| União São João         | 1–2 |     |     | 2–3 |      |     | 2–2  |     | 3–0* | 3–4 |      |     |     | 1–0 | —   | 1–1 |
| Votuporanguense        |     | 1–0 |     | 1–1 | 0–2  | 2–1 | 3–1  |     |      | 3–2 |      |     | 3–0 |     |     | —   |

## Fase final
Em itálico, as equipes que possuem o mando de campo no primeiro confronto; em negrito as equipes vencedoras.
|  | Quartas de final         | Quartas de final         | Quartas de final         | Quartas de final         |   |                 | Semifinais       | Semifinais       | Semifinais       | Semifinais       |  |                 | Final            | Final            | Final            | Final            |  |  |
|  | 30 de março e 6 de abril | 30 de março e 6 de abril | 30 de março e 6 de abril | 30 de março e 6 de abril |   |                 | 13 a 21 de abril | 13 a 21 de abril | 13 a 21 de abril | 13 a 21 de abril |  |                 | 24 e 27 de abril | 24 e 27 de abril | 24 e 27 de abril | 24 e 27 de abril |  |  |
|  |                          |                          |                          |                          |   |                 |                  |                  |                  |                  |  |                 |                  |                  |                  |                  |  |  |
|  | Votuporanguense (pen)    | 1                        | 2                        | 3 (5)                    |   |                 |                  |                  |                  |                  |  |                 |                  |                  |                  |                  |  |  |
|  | Marília                  | 2                        | 1                        | 3 (4)                    |   |                 |                  |                  |                  |                  |  |                 |                  |                  |                  |                  |  |  |
|  | Marília                  | 2                        | 1                        | 3 (4)                    |   | Votuporanguense | 0                | 1                | 1                |                  |  |                 |                  |                  |                  |                  |  |  |
|  |                          |                          |                          |                          |   | Votuporanguense | 0                | 1                | 1                |                  |  |                 |                  |                  |                  |                  |  |  |
|  |                          | Desportivo Brasil        | 0                        | 0                        | 0 |                 |                  |                  |                  |                  |  |                 |                  |                  |                  |                  |  |  |
|  | Catanduva                | Desportivo Brasil        | 0                        | 0                        | 0 | 1               | 0                | 1 (4)            |                  |                  |  |                 |                  |                  |                  |                  |  |  |
|  | Catanduva                |                          |                          |                          |   | 1               | 0                | 1 (4)            |                  |                  |  |                 |                  |                  |                  |                  |  |  |
|  | Desportivo Brasil (pen)  | 0                        | 1                        | 1 (5)                    |   |                 |                  |                  |                  |                  |  |                 |                  |                  |                  |                  |  |  |
|  | Desportivo Brasil (pen)  | 0                        | 1                        | 1 (5)                    |   |                 |                  |                  |                  |                  |  | Votuporanguense | 2                | 1                | 3                |                  |  |  |
|  |                          |                          |                          |                          |   |                 |                  |                  |                  |                  |  | Votuporanguense | 2                | 1                | 3                |                  |  |  |
|  |                          | Grêmio Prudente          | 2                        | 0                        | 2 |                 |                  |                  |                  |                  |  |                 |                  |                  |                  |                  |  |  |
|  | EC São Bernardo          | Grêmio Prudente          | 2                        | 0                        | 2 | 1               | 0                | 1                |                  |                  |  |                 |                  |                  |                  |                  |  |  |
|  | EC São Bernardo          |                          |                          |                          |   | 1               | 0                | 1                |                  |                  |  |                 |                  |                  |                  |                  |  |  |
|  | Sertãozinho              | 0                        | 0                        | 0                        |   |                 |                  |                  |                  |                  |  |                 |                  |                  |                  |                  |  |  |
|  | Sertãozinho              | 0                        | 0                        | 0                        |   | EC São Bernardo | 1                | 1                | 2                |                  |  |                 |                  |                  |                  |                  |  |  |
|  |                          |                          |                          |                          |   | EC São Bernardo | 1                | 1                | 2                |                  |  |                 |                  |                  |                  |                  |  |  |
|  |                          | Grêmio Prudente          | 2                        | 1                        | 3 |                 |                  |                  |                  |                  |  |                 |                  |                  |                  |                  |  |  |
|  | Grêmio Prudente          | Grêmio Prudente          | 2                        | 1                        | 3 | 0               | 4                | 4                |                  |                  |  |                 |                  |                  |                  |                  |  |  |
|  | Grêmio Prudente          |                          |                          |                          |   | 0               | 4                | 4                |                  |                  |  |                 |                  |                  |                  |                  |  |  |
|  | Red Bull Bragantino II   | 1                        | 2                        | 3                        |   |                 |                  |                  |                  |                  |  |                 |                  |                  |                  |                  |  |  |

| Fonte: FPF |

| Promovidos para a Série A2 de 2025 |